# Hernâni Brôco
Hernani Manuel Conceição Brôco, nascido em 13 de junho de 1981 em Torres Vedras, é um ciclista português.

## Biografia
Iniciou-se no ciclismo desde novo na equipa da terra, o A.A.C.R. Bonabal, onde começou a dar as primeiras pedaladas, desde logo mostrando grande apetência para a modalidade, conseguindo muitas vitórias nas camadas mais jovens, integrando logo a selecção nacional portuguesa onde esteve presente em várias provas internacionais, incluindo os campeonatos da Europa e do Mundo, onde obteve bons resultados, quer na vertente de estrada, quer na vertente de contra relógio[carece de fontes?].
No escalão de sub-23 representou a equipa da Fonotel/Móveis Rodrigues/Lourinhanense, nos anos de 2000 a 2003, treinada pelo Sr. António Marta.
Em 2001, Hernâni Brôco participou nos campeonatos mundiais em Lisboa em Portugal. Toma o 14.º posto do contrarrelógio de menos de 23 anos. e a 63.º da Ciclismo em estrada desta categoria. É novamente presente nos campeonatos mundiais de 2002, em Zolder na Bélgica. Toma o 37.º posto do contrarrelógio de menos de 23 anos. Em 2003, é campeão de Portugal do contrarrelógio esperanças. Nos campeonatos mundiais em Hamilton no Canadá, sempre em categoria esperanças, classifica-se 23.º do contrarrelógio e 45.º do ciclismo em estrada.
Entrou no profissionalismo em 2004 na equipa da LA-Pecol, que se manteve até 2009 embora a equipa tivesse mudado, entretanto, de nome (primeiro para LA Alumínios/Liberty Seguros, em 2005 e 2006, e Liberty Seguros, entre 2007 e 2009).
Em 2010, e depois da extinção da Liberty Seguros, ingressou na equipa da LA Alumínios/Paredes/Rota dos Móveis.
O excelente resultado na Volta a Portugal de 2010, 5º lugal à geral e melhor português, levou-o a ser um dos maiores candidatos à vitória da edição de 2011.
A 24 de Outubro de 2013 abandona a modalidade ao fim de uma última temporada na equipa Efapel-Glassdrive dizendo «Ao fim de 22 anos a praticar ciclismo [dez temporadas como ciclista profissional], chegou a hora de dizer adeus... Não um adeus à modalidade, mas um adeus à profissão».
Hernani é licenciado em Fisioterapia pela Escola Superior das Tecnologias da Saúde de Lisboa.

## Palmarés[9]
- 2001
  - 1.ª etapa do Grande Prémio Internacional CTT Correios de Portugal
- 2002
  - 3.º do Campeonato de Portugal da contrarrelógio esperanças
- 2003
  -  Campeão de Portugal da contrarrelógio esperanças
  - Prólogo da Volta a Portugal do Futuro (contrarrelógio por equipas)
- 2005
  - 1.ª etapa do Grande Prémio do Miño
  - 3.º do Campeonato de Portugal da contrarrelógio
  - 3.º do Grande Prémio do Miño
- 2006
  - 2.º do grande Prêmio Gondomar
- 2007
  - 2. ª etapa do grande Prêmio Barbot
- 2009
  - 1.ª etapa do Grande Prêmio Abimota (contrarrelógio por equipas)
  - 2.º do Grande Prêmio Abimota
- 2011
  - 3. ª etapa da Volta a Portugal
  - 3.º do Campeonato de Portugal da contrarrelógio
- 2013
  - 1.ª etapa da Volta das Terras de Santa Maria da Feira (contrarrelógio por equipas)
- 2015
  - 2.º do Grande Prêmio internacional de Guadiana
- 2016
  - 2.º do Troféu Joaquim-Agostinho

## Resultados nas grandes voltas

### Volta a Espanha
- 2012 : 53.º

## Classificações mundiais
| Ano             | 2005   | 2006 | 2007  | 2008 | 2009   | 2010  | 2011  | 2012  | 2013  | 2014  |
| UCI Africa Tour |        |      |       |      | 147.º. |       |       |       |       |       |
| UCI Europe Tour | 682.º. |      | 712.º |      |        | 316.º | 114.º | 931.º | 501.º | 715.º |